# Mücken
Die Mücken (Nematocera) sind neben den Fliegen (Brachycera) eine von zwei Unterordnungen der Zweiflügler (Diptera).
Die meisten Mücken sind zart gebaute, schlanke Insekten mit fadenförmigen, vielgliedrigen Fühlern (Antennen) und langen, dünnen Beinen. Die Unterordnung umfasst etwa 45 Familien. Einige Mückentaxa vor allem der Infraordnung Culicomorpha besitzen stechende Mundwerkzeuge und sind als blutsaugende Krankheitsüberträger bedeutsam (Stechmücken, Gnitzen, Kriebelmücken und Sandmücken).
Die Mücken sind seit etwa 50 Jahren in der modernen, auf der Methode der phylogenetischen Systematik aufbauenden Taxonomie als paraphyletisches Taxon erkannt worden. Dies bedeutet, die zweite traditionelle Unterordnung der Zweiflügler, die Fliegen (Brachycera), bilden nicht die Schwestergruppe der Mücken, sondern nur von einem Teil von diesen. Über die tatsächliche Schwestergruppe der Fliegen gibt es noch keine Einigkeit. Konsequenterweise wird seit längerer Zeit vorgeschlagen, die Unterordnung der Mücken als Taxon aufzugeben. Einige Forscher sprechen nun, in gleicher Bedeutung, von den „niederen“ Zweiflüglern. Obwohl über die Tatsache der fehlenden Monophylie fachlich völliger Konsens besteht, verwenden bisher viele Wissenschaftler die Gruppe Mücken oder Nematocera aus pragmatischen Gründen weiter.

## Volkssprachliche Bezeichnungen
In Österreich werden Stechmücken meist als Gelsen bezeichnet, während mit Mücken eher die eigentlich nicht zu den Nematocera gehörenden Taufliegen gemeint sind.
Im Fränkischen ist die Bedeutung von Fliege und Mücke vertauscht. Allerdings gibt es keine einheitliche Aussprache, da das Fränkische selbst in räumlicher Nähe starke Unterschiede aufweist. So wird beispielsweise im Raum Coburg eine Mücke als Schnake und eine Fliege als Mugg bezeichnet.

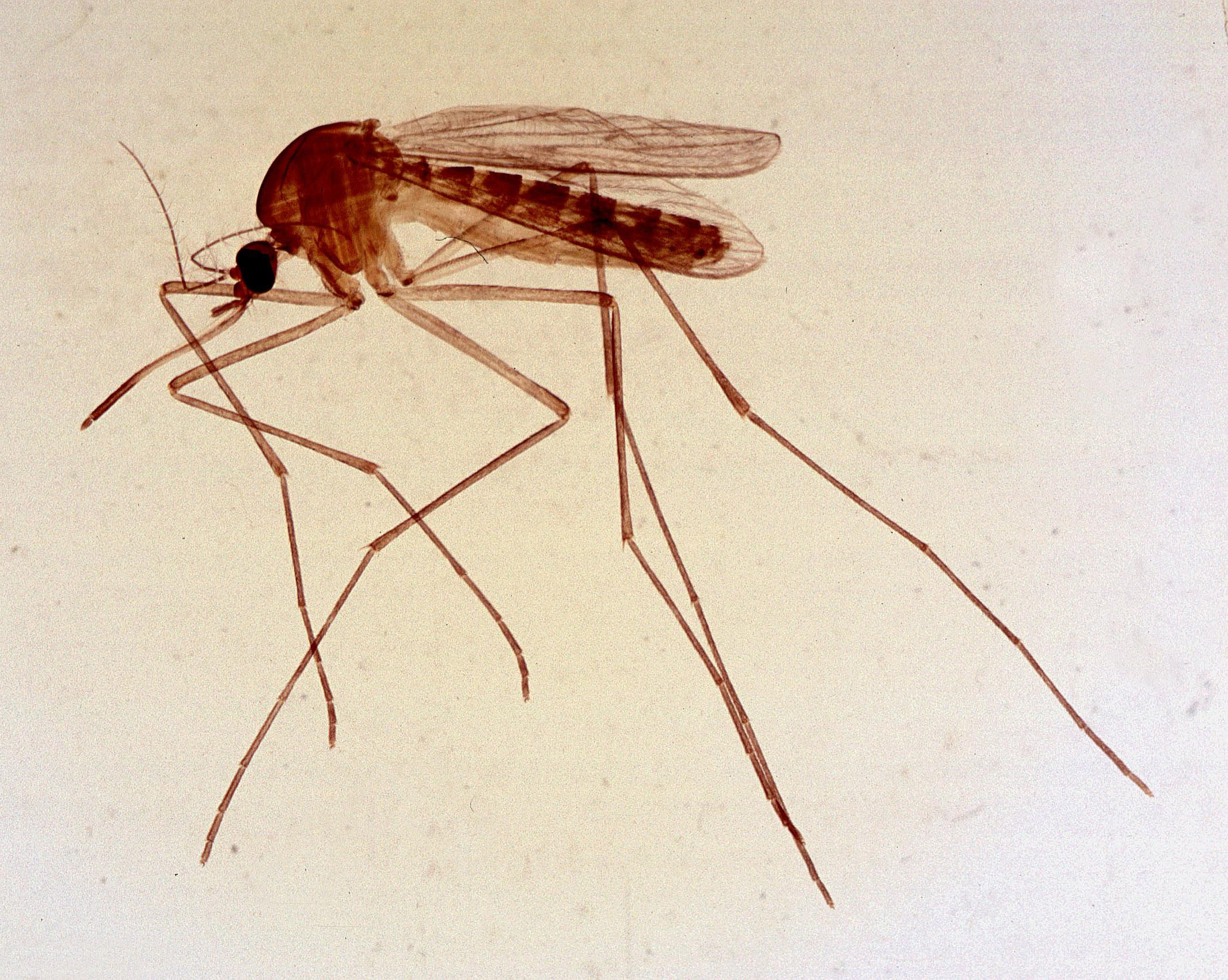
Stechmücke
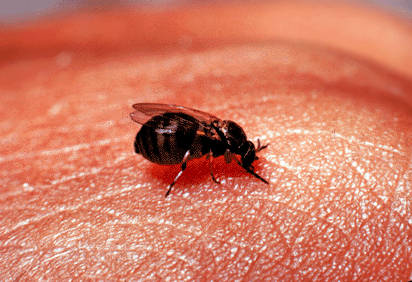
Kriebelmücke
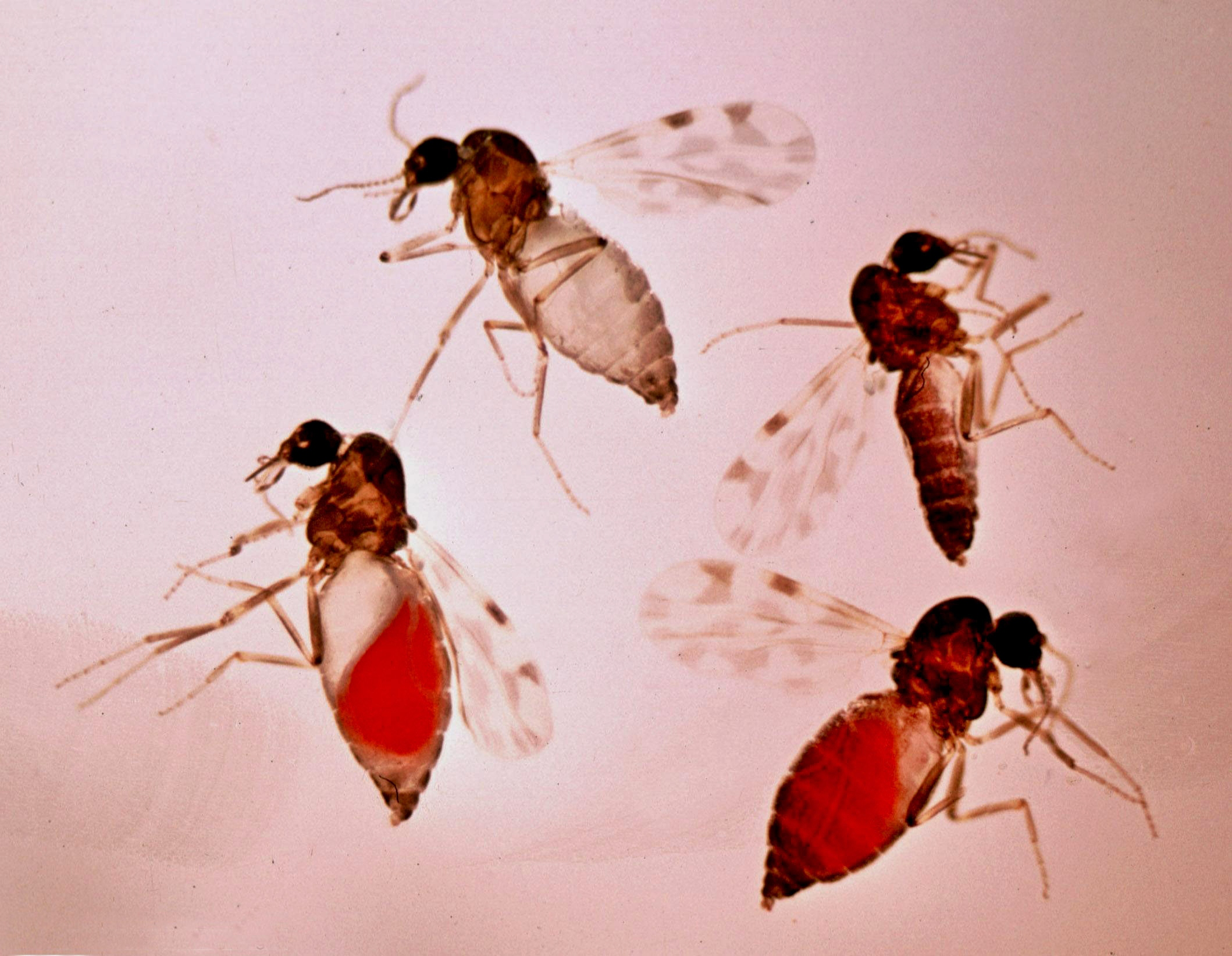
Gnitzen
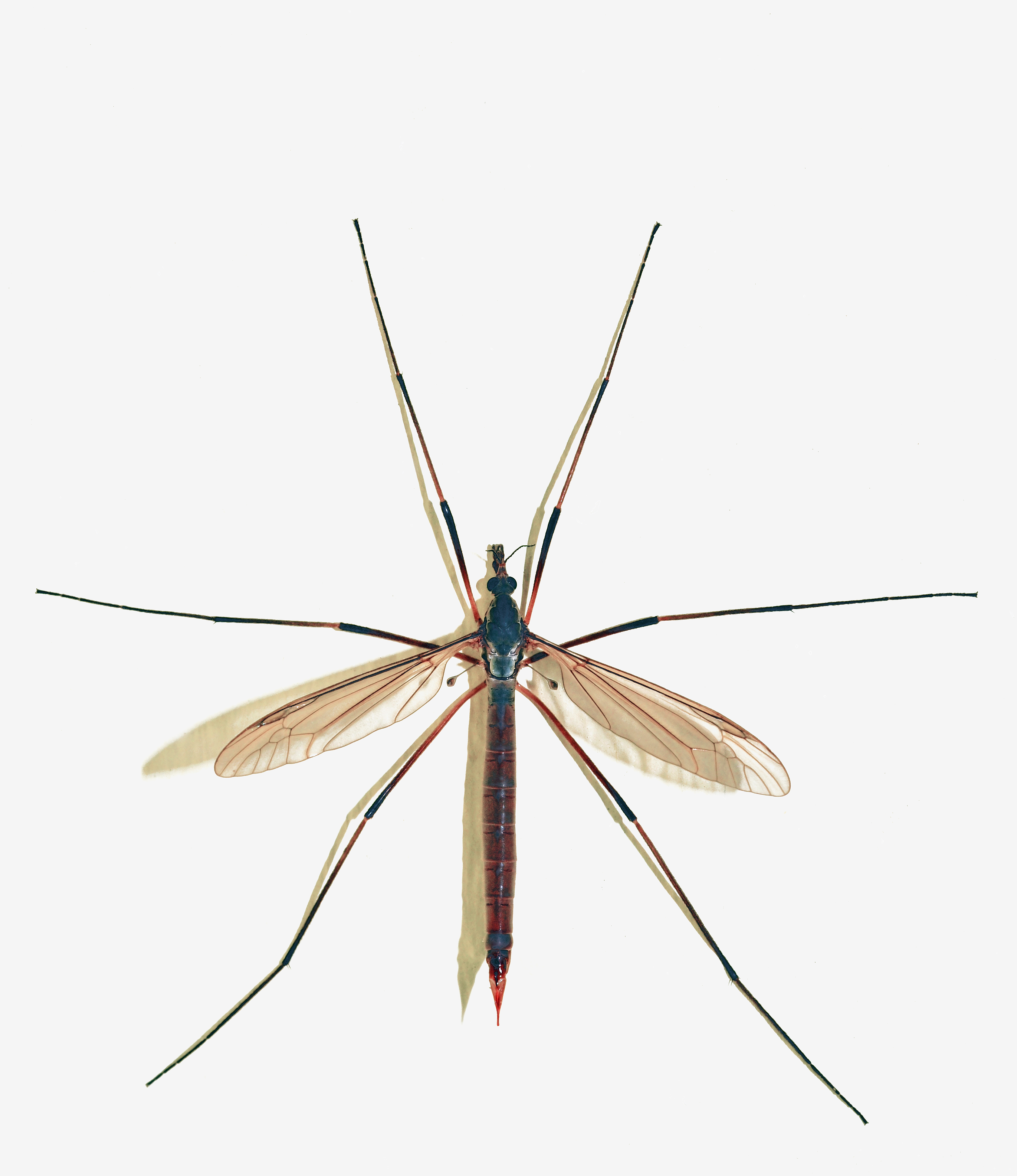
Schnake
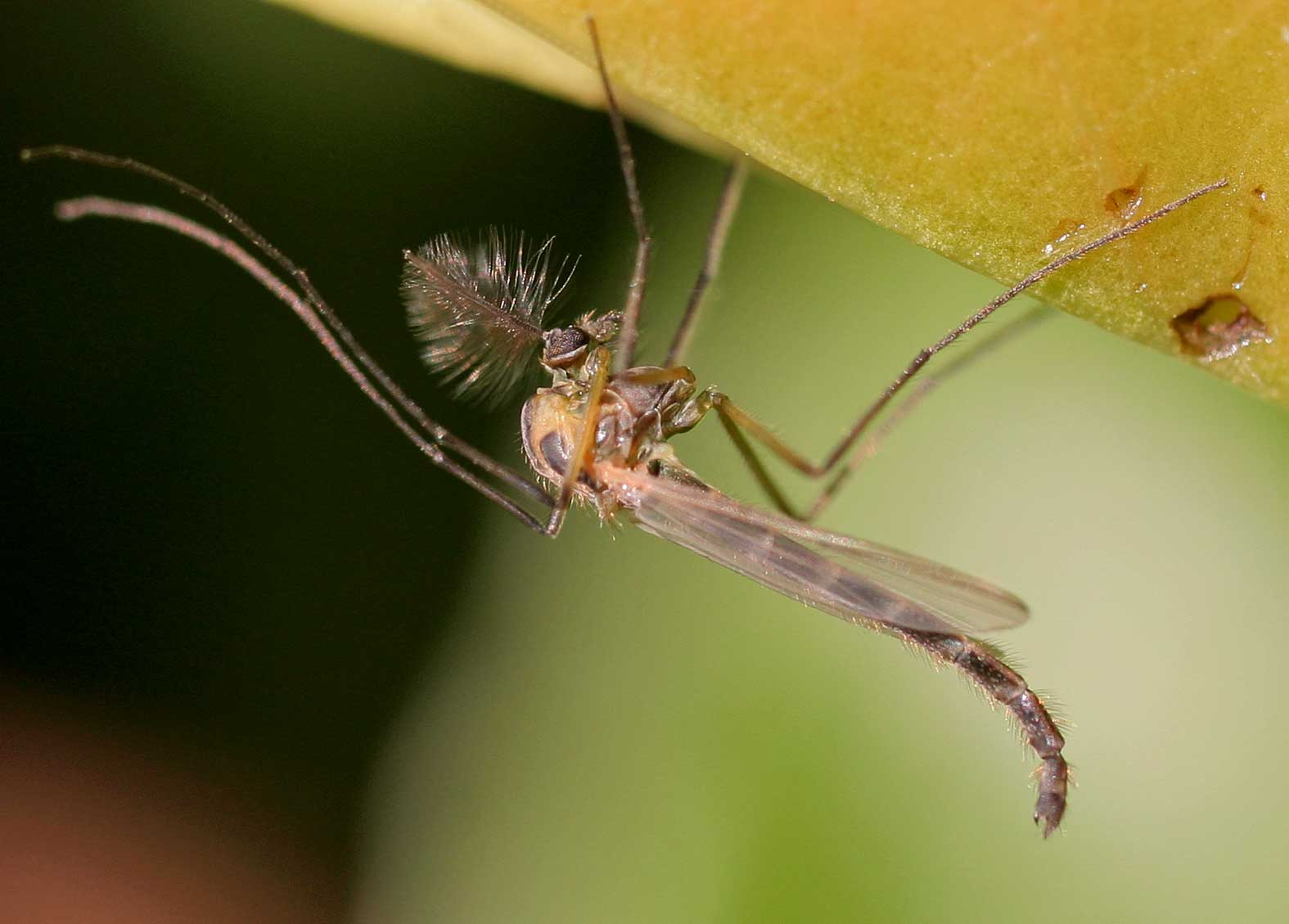
Zuckmücke
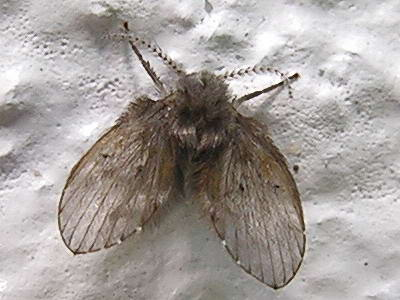
Schmetterlingsmücke
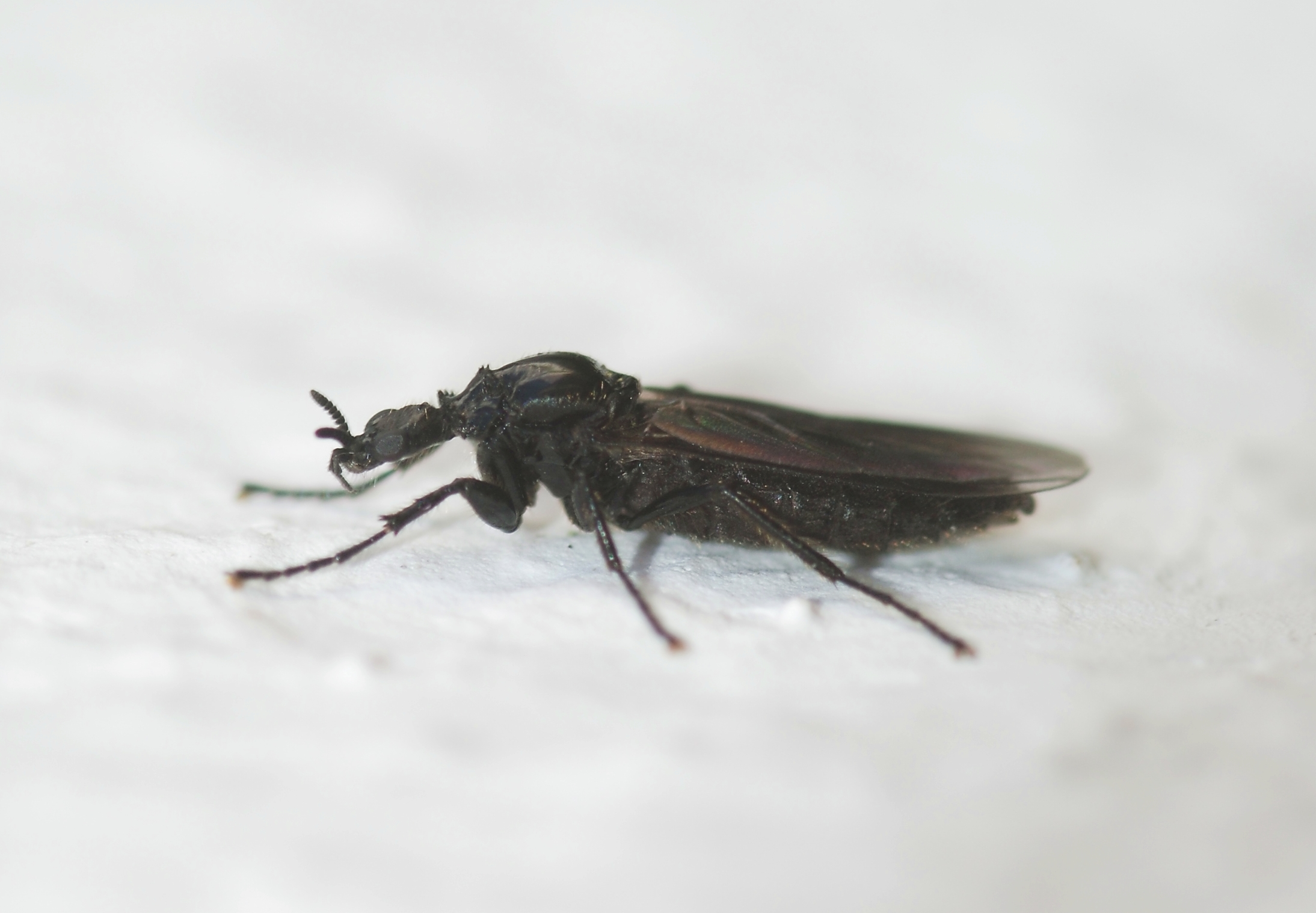
Haarmücke
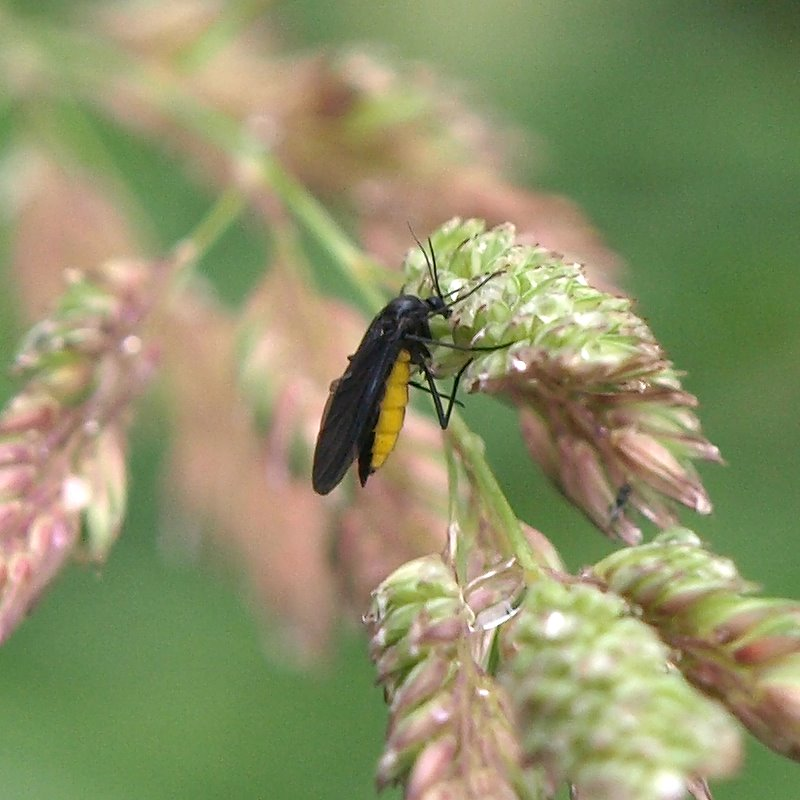
Trauermücke

## Familien (Auswahl)
- Anisopodidae – Fenstermücken
- Bibionidae – Haarmücken
- Blephariceridae – Lidmücken
- Cecidomyiidae – Gallmücken
- Ceratopogonidae – Gnitzen (blutsaugend)
- Chaoberidae – Büschelmücken
- Chironomidae – Zuckmücken
- Culicidae – Stechmücken (blutsaugend)
- Cylindrotomidae – Moosmücken
- Keroplatidae – Langhornmücken
- Limoniidae – Stelzmücken
- Mycetophilidae – Pilzmücken
- Psychodidae – Schmetterlingsmücken (darunter die blutsaugenden Sandmücken)
- Ptychopteridae – Faltenmücken
- Scatopsidae – Dungmücken
- Sciaridae – Trauermücken
- Simuliidae – Kriebelmücken (blutsaugend)
- Tipulidae – Schnaken
- Trichoceridae – Wintermücken